# Новопавловский (Краснодарский край)
Новопавловский (также Ново-Павловский) — хутор в Гулькевичском районе Краснодарского края России. Входит в состав Соколовского сельского поселения.

## Население
| 2002 | 2010 |
| ---- | ---- |
| 801  | ↘722 |

## Улицы
- ул. Восточная,
- ул. Первомайская[5].